# Eugen Coca
Eugen Coca (n. 15 aprilie 1893, Cureșnița, raionul Soroca, Republica Moldova – d. 9 ianuarie 1954, Chișinău, RSS Moldovenească, URSS) a fost un violonist și compozitor român, ulterior sovietic moldovean.
A compus lucrări de scenă, simfonice, instrumentale de camera, corale, vocale, muzică de film; a prelucrat melodii folclorice. Mai cunoscute sunt două simfonii și două poeme simfonice. Una din capodoperele sale este opera Pasărea Măiastră, bazată pe o legendă populară.

## Biografie
S-a născut la 3 aprilie 1893 (pe stil vechi) în Cureșnița, ținutul Soroca, gubernia Basarabia.
De mic a învățat să cânte la vioară cu tatăl său, Costache Coca, lăutar renumit din părțile Sorocii. 
A devenit violonist în orchestra Teatrului dramatic și în orchestra de muzică populară condusă de lăutarul A. Poleacov (Chișinău, 1905-1908), studiind concomitent vioara cu T. Grama și I. Finkel.
A fost apoi violonist în Orchestra simfonică din Eupatoria (1912-1913), în orchestra Teatrului de opera Sibiriakov din Kostroma (1913-1914) și trupa S. Zimin din Moscova (1914-1915).
În anii 1915-1917, a studiat vioara sub îndrumarea profesorilor Tall din Moscova și Malișevski din Odesa. A fost violist în Orchestra simfonică „George Enescu" din Iași (1919-1925). A luat lecții de vioara cu I. Finkel (1924-1926) și de compoziție cu Gheorghi Iațentkovski (1932) la Conservatorul Unirea din Chișinău. 
Eugen Coca a fost profesor de armonie, teorie și compoziție și dirijor la Școala de muzică din Cetatea Albă; violonist la Orchestra Radio București (1934-1940); dirijor al Orchestrei simfonice a Filarmonicii din Chișinău (1944) și al Orchestrei Radio Chișinău (1944). 
Membru al Societății Compozitorilor Români (1935); membru al Uniunii Compozitorilor din Republica Moldova, filiala U. C. din U. R. S. S. (1940). Mențiunea II pentru Tablou simfonic (1936) și Mențiunea I pentru Capriciu român (1937) la Premiul de compoziție „George Enescu". Maestru emerit al artei din Republica Moldova (1946). 
În 1942, falsificând un certificat de botez, a reușit să obțină eliberarea ginerului său evreu, Emmanuel Pincevski, din ghetoul din Chișinău.
Eugen Coca a compus lucrări de scenă, simfonice, instrumentale de cameră, corale, vocale, muzică de film; a prelucrat melodii folclorice. A avut elevi ca B. Podgurschi (violonist). A colaborat cu: I. Dailis, N. Cereșnea, T. Iațentkovski, J. Bobescu, G. Enescu, L. Feldman, V. Jianu, Gh. Manole, C. Țurcan, A. Theodorescu, N. Propișcean, V. Boz, M. Duda, P. Bacinin etc.